# Скрантон, Уильям
Уильям Уоррен Скрантон (англ. William Warren Scranton; 19 июля 1917 — 28 июля 2013) — американский политик и дипломат, член Республиканской партии. Скрантон был 38-м губернатором Пенсильвании с 1963 по 1967 год и послом США в Организации Объединенных Наций с 1976 по 1977 год.
Уильям принадлежал к известной пенсильванской семье Скрантонов, члены которой занимались деловой и политической деятельностью. Он окончил юридический факультет Йельского университета и служил в Военно-воздушных силах США во время Второй мировой войны. После войны Скрантон занимался юридической практикой и стал активистом Республиканской партии. Он выиграл выборы в Палату представителей США в 1960 году и за время своего пребывания в Конгрессе приобрел репутацию человека с умеренными взглядами. Он выиграл номинацию от республиканцев на выборах губернатора Пенсильвании в 1962 году, победив демократа Ричардсона Дилворта на всеобщих выборах.
Будучи губернатором, Скрантон руководил масштабными реформами системы образования Пенсильвании, включая создание системы общественных колледжей штата. Он выдвинулся кандидатом на пост президента на праймериз от Республиканской партии в 1964 году после провала кандидатуры Нельсона Рокфеллера, но проиграл Барри Голдуотеру. Срок полномочий Скрантона закончился 1967 году и по закону он не имел права баллотироваться на переизбрание. После ухода с поста губернатора он продолжал активно участвовать в политике. Скрантон возглавлял президентскую Комиссию по беспорядкам в кампусах, был членом переходной команды президента Джеральда Форда и был послом США в Организации Объединенных Наций с 1976 по 1977 год. Он входил в советы директоров нескольких крупных корпораций и был связан с Трёхсторонней комиссией и Советом по международным отношениям. Умер в 2013 году в возрасте 96 лет.